# Futbol'nyj Klub Armavir
Il Futbol'nyj Klub Armavir è una società calcistica russa con sede nella città di Armavir. Milita nella Pervenstvo Futbol'noj Nacional'noj Ligi, la seconda divisione del campionato russo. La squadra gioca le partite casalinghe allo Stadion Junost'.

## Storia
Fondato nel 1959, nel corso del campionato 2014-2015 il Torpedo Armavir ha conquistato la promozione nella Pervenstvo Futbol'noj Nacional'noj Ligi. In vista della stagione 2015-2016, il Torpedo Armavir sarebbe dovuto diventare la squadra riserve del Kuban', ma quest'eventualità non si è poi verificata in virtù della costituzione del Kuban' 2.

## Strutture

### Stadio
Il F.K. Armavir gioca le gare interno allo stadio Yunost Stadium che ha una capienza di 5.700 posti.

## Palmarès

### Competizioni nazionali
- Vtoraja liga Rossii: 1

2017-2018 (Girone Sud)

## Organico

### Rosa 2019-2020
Aggiornata al 1º gennaio 2020.
| N. |                           | Ruolo | Calciatore      |
| -- | ------------------------- | ----- | --------------- |
| 3  | Montenegro (bandiera)     | D     | Ilija Tučević   |
| 4  | Russia (bandiera)         | C     | Denis Klopkov   |
| 5  | Costa d'Avorio (bandiera) | C     | Sékou Doumbia   |
| 7  | Russia (bandiera)         | C     | Azamat Gurfov   |
| 9  | Russia (bandiera)         | A     | Amur Kalmykov   |
| 10 | Russia (bandiera)         | C     | Igor Paderin    |
| 11 | Russia (bandiera)         | C     | Eduard Lusikyan |
| 13 | Russia (bandiera)         | P     | Maksim Matyusha |
| 15 | Russia (bandiera)         | D     | Maksim Vasiljev |
| 17 | Russia (bandiera)         | A     | Ivan Ivančenko  |
| 22 | Russia (bandiera)         | D     | Pyotr Ten       |

| N. |                        | Ruolo | Calciatore          |
| -- | ---------------------- | ----- | ------------------- |
| 33 | Russia (bandiera)      | C     | Nail' Zamaliev      |
| 35 | Bielorussia (bandiera) | P     | Konstantin Rudenok  |
| 64 | Russia (bandiera)      | D     | Denis Kutin         |
| 77 | Russia (bandiera)      | C     | Ruslan Rzayev       |
| 78 | Russia (bandiera)      | D     | Igor Ponomaryov     |
| 90 | Russia (bandiera)      | C     | Oleg Polyakov       |
| 91 | Russia (bandiera)      | P     | Georgi Ternovskiy   |
| 92 | Russia (bandiera)      | D     | Radik Khayrullov    |
| 98 | Russia (bandiera)      | C     | Dmitri Pereverzev   |
| 99 | Russia (bandiera)      | C     | Nikita Bezlikhotnov |